# Madrider Konvention
Die Madrider Konvention wurde am 3. Juli 1880 auf der Konferenz von Madrid zwischen dem Sultan von Marokko und verschiedenen europäischen Staaten sowie den USA geschlossen. Sie garantierte dem Sultan von Marokko die Souveränität des Landes, zwang ihn aber auch zu verschiedenen Zugeständnissen an die beteiligten Mächte.  

## Hintergrund
Der Hintergrund für das Abkommen war die ab 1830 zunehmende französische Einflussnahme auf Marokko. Frankreich, teilweise auch Großbritannien und Spanien sicherten sich durch Verträge mit Marokko bestimmte Vorrechte zu.
Dies stieß auf den Widerstand anderer Mächte. Aus diesem Grund kam es 1880 zu der Konferenz von Madrid. Dort sollte die allgemeine Handelsfreiheit mit dem nordafrikanischen Land gesichert werden.

## Inhalt
An der Konferenz nahmen Vertreter der USA, des Deutschen Reiches, Österreich-Ungarns, Belgiens, Dänemarks, Spaniens, Frankreichs, Großbritanniens, Italiens, der Niederlande, Portugals, Schweden-Norwegens einerseits und Marokko andererseits teil.
Die Konferenz beschloss die aus 18 Artikeln bestehende Madrider Konvention. Die Staaten garantierten darin die Souveränität des Sultans von Marokko. 
Marokko galt mit der Unterzeichnung der Madrider Konvention als ein für den internationalen Handel offenes Land („Politik der offenen Tür“). 
Geregelt wurden unter anderem die Rechte der Ausländer und ihrer einheimischen Angestellten („Schutzbefohlene“). Außerdem wurde das Recht von Ausländern geklärt, im Land mit Genehmigung des Sultans Eigentum zu erwerben. 
Insbesondere musste Marokko den Händlern der Unterzeichnerstaaten Marktzugang entsprechend dem Meistbegünstigungsprinzip gewähren.

## Folgen
Die Konvention konnte auf Dauer nicht verhindern, dass der Einfluss Frankreichs und Spaniens in Marokko zunahm. Das Deutsche Reich sah hier seine Interessen bedroht. Dies führte zur Marokkokrise von 1905/06, die durch die Algeciras-Konferenz beigelegt wurde.